# Научный калькулятор

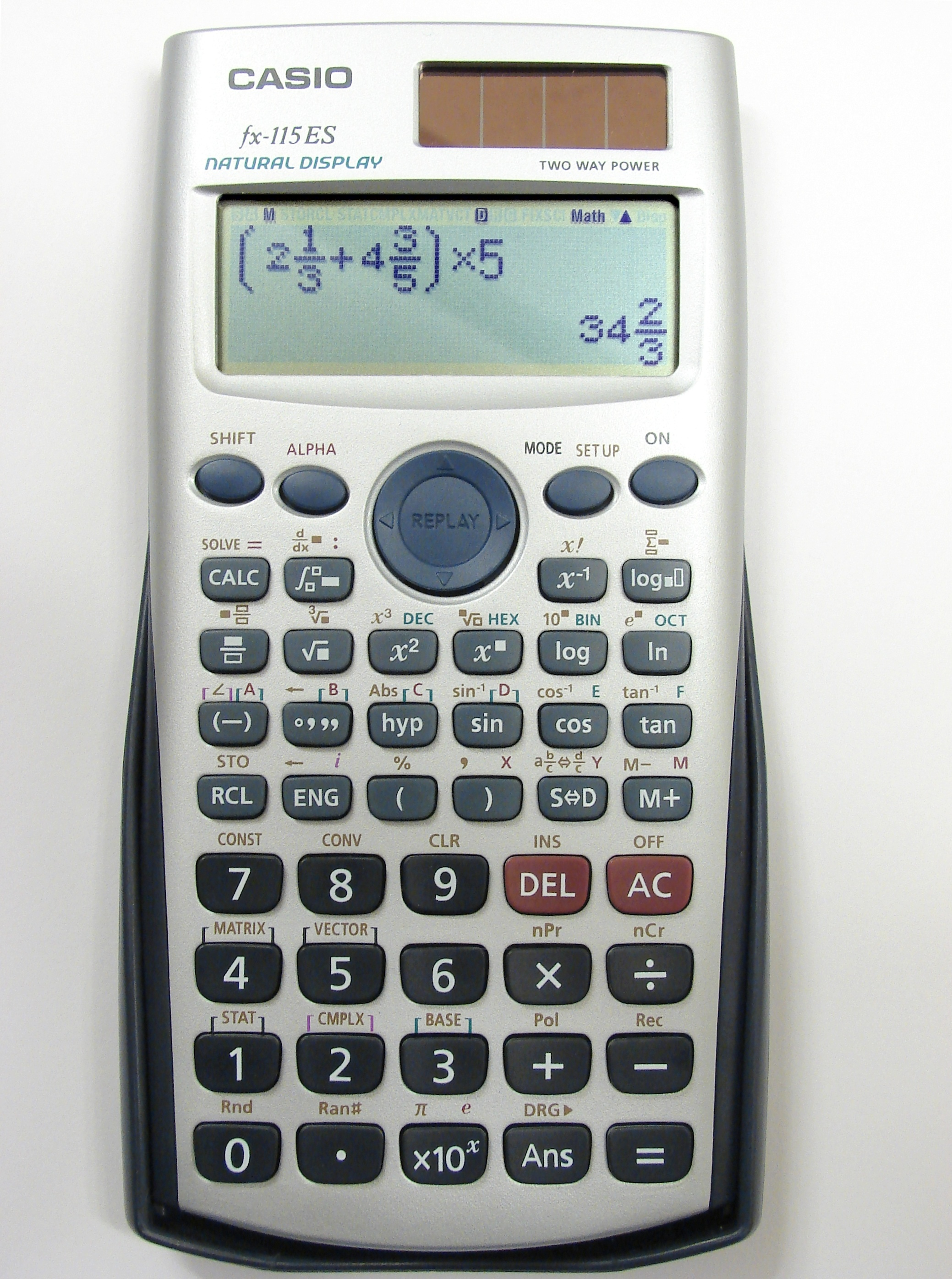
Научный калькулятор Casio fx-115ES с точечная матрица (2010-е годы)

Научный калькулятор (англ. scientific calculator) — тип электронных калькуляторов, предназначенных для инженерных и научных расчётов. Такие калькуляторы заменили логарифмические линейки и широко используются как в образовательных, так и в профессиональных целях. Некоторые характеристические особенности: поддержка арифметики с плавающей запятой, наличие логарифмических и тригонометрических функций, функции взятия корней высших показателей, быстрый доступ к константам π и e. Некоторые модели оснащены расширенными возможностями статистических, вероятностных, матричных вычислений, доступом к физическим и химическим константам, функциями перевода единиц измерения.
По вычислительным возможностям научные калькуляторы имеют некоторое пересечение с финансовыми, также обладающими развитой вещественной арифметикой, в том числе поддержкой возведения в вещественные степени; при этом предоставляемые пользователю функции в научных калькуляторах ориентированы на инженерно-технические задачи, а не деловые и бухгалтерские. Программируемые калькуляторы обычно превосходят по возможностям научные, хотя в некоторых случаях могут и не обладать необходимыми функциями и в общем случае предоставляют меньше удобств для простых и типовых инженерно-расчётных задач.
Первым научным калькулятором считается HP 9100A, выпущенный в 1968 году, хотя Wang LOCI-2 и Mathatronics Mathatron имели некоторые функции, относимые к научным калькуляторам. Первый карманный калькулятор от Hewlett-Packard — HP-35, считается первым в мире портативным научным калькулятором, как и некоторые настольные калькуляторы HP, он использовал RPN (обратную польскую запись). 15 января 1974 года Texas Instruments выпустила получивший широкое распространение ручной научный калькулятор TI SR-50; Casio, Canon и Sharp также производили подобные калькуляторы крупными партиями.
В 1990-е годы отчасти вытеснены персональными компьютерами и графическими калькуляторами (фактически объединившими возможности научных и программируемых, усилив их визуализацией вывода в виде графиков и диаграмм); тем не менее, по состоянию на 2020-е годы продолжают серийно выпускаться и классические научные калькуляторы с цифровым выводом.